# Jesús Olmo Lozano
Jesús Olmo Lozano (ur. 24 stycznia 1985 w Barcelonie) – hiszpański piłkarz narodowości katalońskiej grający na pozycji obrońcy. Zawodnik klubu Elche CF.

## Kariera
Przygodę z piłką zaczynał w FC Barcelona B. W 2006 roku został włączony do pierwszego składu Barcelony. W Primera División zadebiutował 20 maja 2006 w meczu przeciwko Athletic Bilbao. Z Barcelony był wypożyczony do Racingu de Ferrol z Segunda División. Następnie występował w Elche CF (Segunda División), UD Puertollano (Segunda División B) oraz CE Sabadell FC (Segunda División), a w 2014 roku przeszedł do CF Reus Deportiu. W sezonie 2015/2016 awansował z nim z Segunda División B do Segunda División.